# Axel Gallun

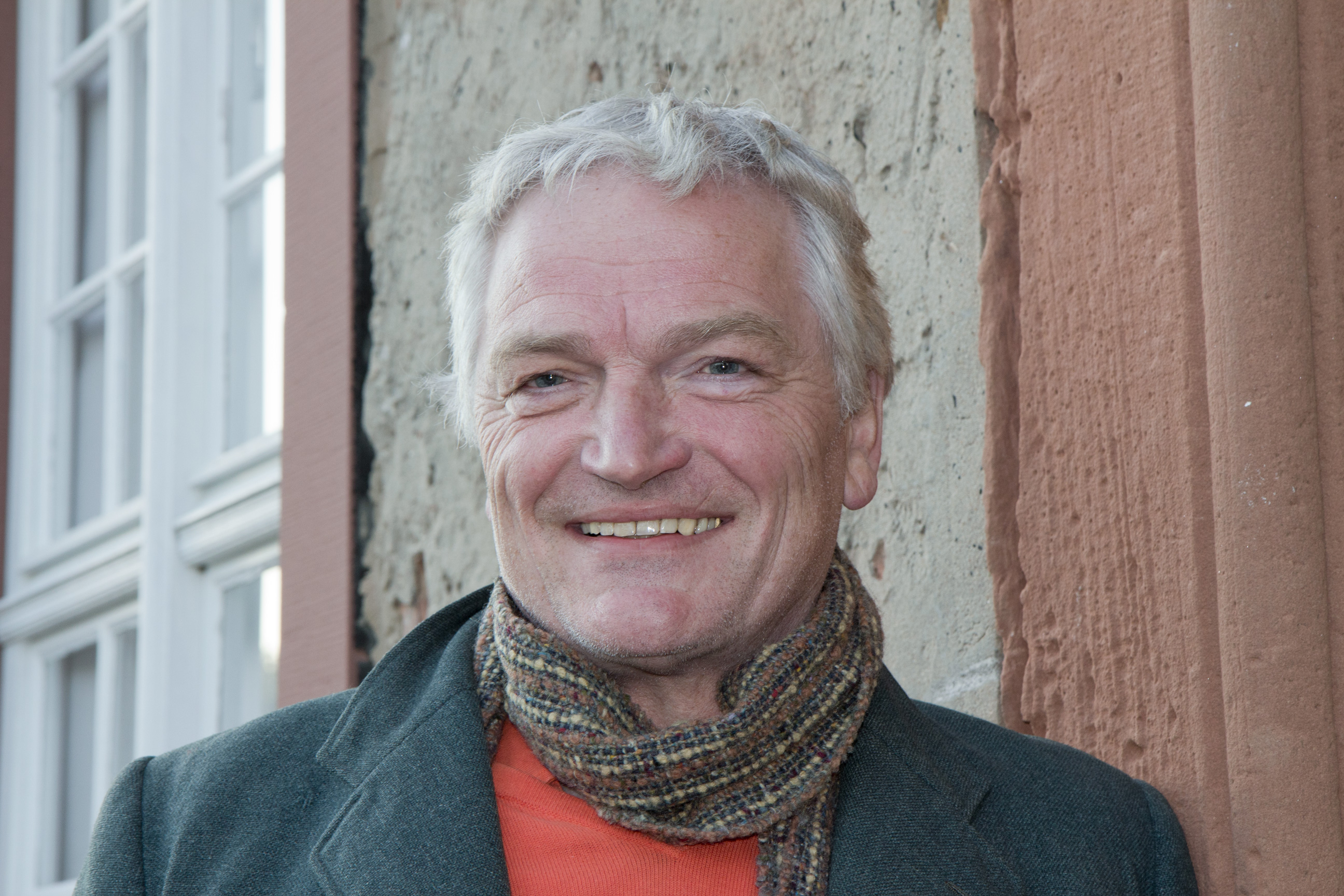
Axel Gallun, 2011

Axel Gallun (* 22. Mai 1952 in Büdingen) ist ein deutscher Maler, Bildhauer und Grafiker.

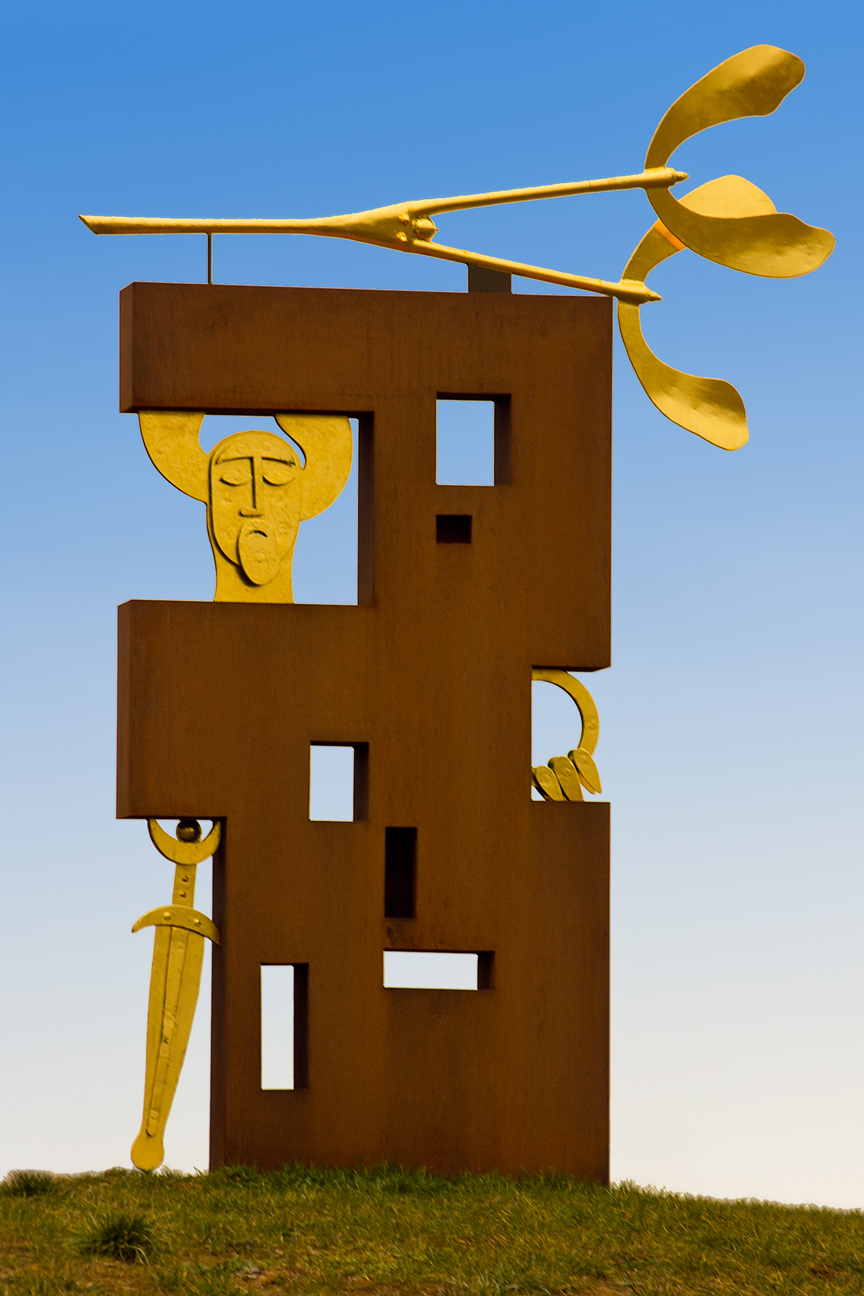
Statue am Keltenkreisel in Glauberg - Zufahrt zur Keltenwelt am Glauberg

## Leben
Gallun bestand 1972 das Abitur am Wolfgang-Ernst-Gymnasium im Büdingen, wo er im Jahr 2003 auch Kunstunterricht gab. Von 1974 bis 1983 studierte er Freie Grafik, Stein- und Kupferdruck an der Hochschule für Gestaltung in Offenbach.
Seit 1984 hat Gallun ein eigenes Atelier in Büdingen und kann zahlreiche Ausstellungen und -beteiligungen im Bundesgebiet nachweisen. Seit 1981 zeigt und verkauft er seine Werke in zweijährlichen Werkschauen. Seit 1992 ist er Bühnenbilder für das bundesweit agierende Theater Mimikri.

## Werke (Auszug)
- Berufsgenossenschaftliche Unfallklinik Frankfurt am Main, Ludwigshafen und Tübingen
- Oberhessische Versorgungsbetriebe AG (OVAG) in Friedberg
- Steigenberger Airport Hotel, Frankfurt am Main.
- Masken für den T.I.E.S Drama Club in The English Theatre

### Arbeiten im Öffentlichen Raum
- Kreishaus Friedberg
- Bürgerhaus Büdingen, Schlüchtern, Bürgerforum Friedberg, Kulturbahnhof Glauburg.
- Keltenstatue Glauburg[1]

### Illustrationen
- Huber Verlag, Anrichverlag, Insel Verlag und „Horizont“ im Deutschen Fachverlag

## Ausstellungen (Auswahl)
- seit 1981: zweijährliche Werkschauen im Grafenhaus des Herrnhaags
- 1987: Celler Kulturtage
- 1989: Gelnhäuser Kulturtage
- 1992: 1. Ronneburger Symposium Bildender Künstler u. a. mit Michael Wesely
- 1993: 1. Wetterauer Kulturtage
- 1994: Galerie im Bezirksrathaus, Köln-Porz
- 1996: Galerie Raum für Kunst, Ratingen
- 1997: Art Europa in Arco, Italien
- 1997: Symposium Bildender Künstler, Herrnhaag
- 1998/1999: „Kreisbahnen“: Musikalische Performance an verschiedenen Orten in Zusammenarbeit mit Musikerinnen des Theaters Mimikri, gefördert vom Mittelhessischen Kultursommer
  - 1998: Kulturzentrum Waggonhalle, Marburg
  - 1999: Galerie Artlantis, Bad Homburg
  - 1999: Bunker Ulmenwall, Bielefeld
  - 1999: Wetterau-Museum Friedberg (Hessen)
  - 2000: Museumskeller Fulda
  - 2000: Badehaus im Sprudelhof Bad Nauheim
- 1999/2000: Kultur à la carte, Herrenscheune Stadt Langenselbold
- 2000: Galerie Neunauge - 3. Großauheimer KUNSTstationen, Hanau
- 2000: Garniers Keller, Friedrichsdorf
- 2001: Galerie im Kreishaus, Frieberg (Hessen)
- 2002: Erdspiele, Nidderau
- 2002: Die Gesänge der Pyrène, Schloss Philippsruhe, Hanau (Teilnahme)
- 2003: 1. Büdinger Kulturnacht
- 2003: VILBELART, Bad Vilbel
- 2004: Internationales Künstlersymposium Herrnhaag
- 2005: VILBELART: Einblicke in 3-D, Bad Vilbel
- 2005: 2. Büdinger Kulturnacht
- 2006: 18. Wächtersbacher Kunstsalon
- 2006: Galerie Artlantis, Bad Homburg